# Дрожжанівський район
Дрожжанівський район (рос. Дрожжановский район, тат. Чүпрәле районы) — район у складі Республіки Татарстан Російської Федерації.
Адміністративний центр — село Старе Дрожжане.

## Адміністративний устрій
До складу району входять 19 сільських поселень:
| Поселення                                 | Площа, км² | Населення, осіб | Рік  | Центр               | Населені пункти |
| ----------------------------------------- | ---------- | --------------- | ---- | ------------------- | --------------- |
| Альошкін-Саплицьке сільське поселення     | 77,4       | 1366            | 2002 | Татарський Саплик   | 6               |
| Великоаксинське сільське поселення        | 55,4       | 1402            | 2002 | Велика Акса         | 2               |
| Великоцильнинське сільське поселення      | 47,9       | 1028            | 2002 | Велика Цильна       | 1               |
| Городищенське сільське поселення          | 56,9       | 1013            | 2002 | Городище            | 2               |
| Звьоздинське сільське поселення           | 73,6       | 1137            | 2012 | Хорновар-Шигалі     | 5               |
| Малоцильнинське сільське поселення        | 66,4       | 1751            | 2002 | Мала Цильна         | 1               |
| Марсовське сільське поселення             | 63,0       | 1502            | 2009 | Нижній Каракітан    | 3               |
| Матацьке сільське поселення               | 110,4      | 1415            | 2002 | Матаки              | 3               |
| Нижньочекурське сільське поселення        | 76,7       | 1125            | 2002 | Нижнє Чекурське     | 5               |
| Новобурундуківське сільське поселення     | 1,1        | 512             | 2002 | Бурундуки           | 1               |
| Новоільмовське сільське поселення         | 69,6       | 1193            | 2009 | Нове Ільмово        | 2               |
| Новоішлинське сільське поселення          | 60,2       | 1048            | 2002 | Нові Ішлі           | 3               |
| Село-Убейське сільське поселення          | 75,4       | 1621            | 2009 | Убей                | 5               |
| Стародрожжанівське сільське поселення     | 13,0       | 4829            | 2002 | Старе Дрожжане      | 3               |
| Старокакерлинське сільське поселення      | 77,4       | 1483            | 2002 | Старі Какерлі       | 2               |
| Старочукалинське сільське поселення       | 38,4       | 770             | 2002 | Старі Чукали        | 1               |
| Старошаймурзинське сільське поселення     | 71,6       | 1532            | 2013 | Старе Шаймурзино    | 3               |
| Чувасько-Дрожжанівське сільське поселення | 29,7       | 1370            | 2002 | Чуваське Дрожжанове | 3               |
| Шланговське сільське поселення            | 29,7       | 767             | 2002 | Шланга              | 1               |